# Конец (Шиховское сельское поселение)
Конец — деревня в Слободском районе Кировской области в составе Шиховского сельского поселения.

## География
Находится на расстоянии примерно 12 км на юго-восток от Нового моста через Вятку в городе Киров.

## История
Известна с 1891 года как деревня Гадинская (починок Гадинский) или Череповы. Также употреблялось название Сидоров Перевоз. В 1905 году учтено было дворов 13 и жителей 91, в 1926 году 20 и 105, в 1950 году 50 и 200. В 1989 году оставалось 19 жителей. Нынешнее название закрепилось с 1939 года.

## Население
Постоянное население составляло 13 человек (русские 100 %) в 2002 году, 11 в 2010 году.